# 尼加拉瓜斯氏脂䲁
尼加拉瓜斯氏脂䲁（學名：Starksia y-lineata），為輻鰭魚綱䲁形目脂䲁科斯氏脂䲁屬的一個種，分布於中西大西洋大開曼島及尼加拉瓜海域，深度5至45公尺，本魚體長，扁平，頭鈍，眼、鼻孔及頸觸鬚不分支，背鰭硬棘與鰭條之間有缺刻，雄魚第一臀鰭棘長與鰭的其餘部分分離，變為性器官，側線連續，前段拱起，後段直，側線鱗片15枚，身體2/3背至尾基部褐色，具一系列窄淺Y形橫紋，唇部橫紋為深色，雌魚前鰓蓋骨後緣有6-7個深色斑點，鰓蓋骨邊緣有4個深色斑點；雄魚前鰓蓋骨上有一個大斑點，雄魚體色身體略帶紅色，尤其是下半身，所有鰭均為紅色，頭部鮮紅色，前鰓蓋骨深褐色，後緣有一個鮮豔的半圓形斑塊；雌魚顏色較不鮮豔，背鰭硬棘19枚、背鰭軟條7-8枚、臀鰭硬棘2枚、臀鰭軟條15枚，體長可達2.1公分，棲息在岩石及珊瑚礁區，生活習性不明。